# Dasmariñas
Dasmariñas is een stad in de Filipijnse provincie Cavite.  Bij de volkstelling van 2020 had de stad 703.141 inwoners. De stad is onderdeel van de agglomeratie Manilla. 

## Geografie

### Bestuurlijke indeling
Dasmariñas is onderverdeeld in de volgende 73 barangays:
| - Burol - Burol I - Burol II - Burol III - Datu Esmael - Emmanuel Bergado I - Emmanuel Bergado II - Fatima I - Fatima II - Fatima III - Langkaan I - Langkaan II - Luzviminda I - Luzviminda II - Paliparan I - Paliparan II - Paliparan III - Sabang - Salawag - Salitran I - Sampaloc I - San Agustin I - San Jose - Saint Peter I - San Andres I | - San Antonio De Padua I - San Dionisio - San Esteban - San Francisco I - San Isidro Labrador I - San Juan - San Lorenzo Ruiz I - San Luis I - San Manuel I - San Mateo - San Miguel - San Nicolas I - San Roque - San Simon - Santa Cristina I - Santa Cruz I - Santa Fe - Santa Lucia - Santa Maria - Santo Cristo - Santo Niño I - Saint Peter II - Salitran II - Salitran III | - Salitran IV - Sampaloc II - Sampaloc III - Sampaloc IV - Sampaloc V - San Agustin II - San Agustin III - San Andres II - San Antonio De Padua II - San Francisco II - San Isidro Labrador II - San Lorenzo Ruiz II - San Luis II - San Manuel II - San Miguel II - San Nicolas II - Santa Cristina II - Santa Cruz II - Santo Niño II - Zone I - Zone I-B - Zone II - Zone III - Zone IV |